# Christian Parma
Christian Parma (ur. 15 stycznia 1942 w Cieszynie, zm. 21 marca 2021 w Warszawie) – polski speleolog, taternik, fotograf, autor książek popularyzatorskich.

## Biografia

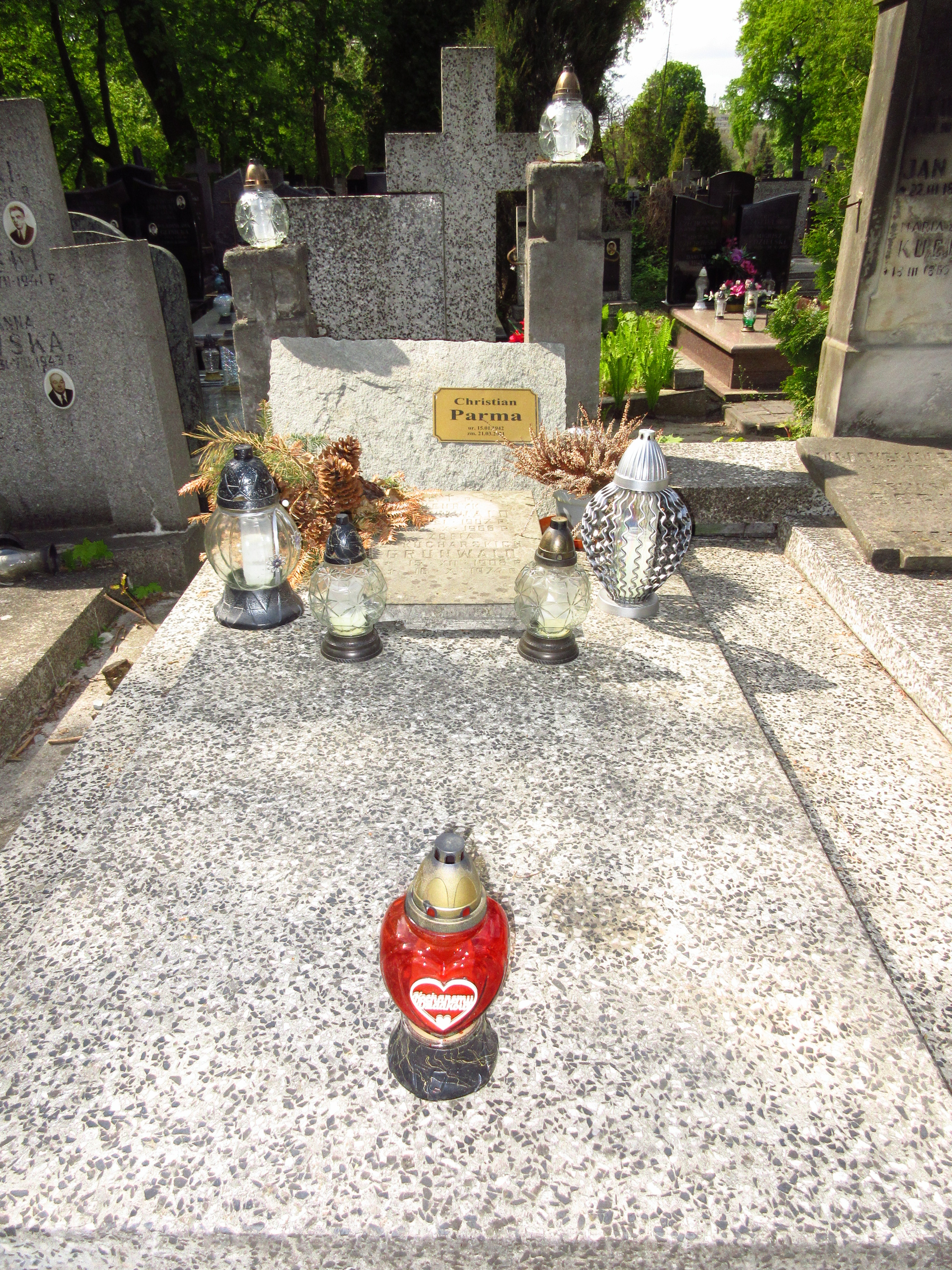
Grób Christiana Parmy na Cmentarzu Bródnowskim.

Christian Parma urodził się w Cieszynie 15 stycznia 1942 roku. W młodości mieszkał na Zaolziu. Organizował i uczestniczył w wyprawach odkrywczo-badawczych, m.in. do Nepalu, Peru, Chile i Tajlandii. Odkrył Studnię w Kazalnicy, Jaskinię nad Kotlinami w systemie jaskiniowym Wielkiej Śnieżnej, Jubiläumsschacht w Austrii. Pisał książki popularnonaukowe. Publikował na łamach takich czasopism jak: „Podtatrze”, „Wierchy”, „Taternik” czy „Speleologia”. Zmarł 21 marca 2021 roku i został pochowany na Cmentarzu Bródnowskim w Warszawie (kwatera 60A-1-5).

## Publikacje
- 1979 – Dom Turysty PTTK im. Mariusza Zaruskiego w Zakopanem, Warszawa (druk ulotny)
- 1980 – Jaskinie, Warszawa
- 1988 – Jaskinia Mroźna, Kraków (druk ulotny)
- 1989 – Turystyczne jaskinie Tatr: przewodnik, Warszawa, ISBN 83-217-2691-7 (wraz z Apoloniuszem Rajwą)
- 1990 – W jaskiniach, Warszawa, ISBN 83-217-2859-6 (wraz z Bohuslavem Kortmanem)
- 1991 – 500 zagadek o jaskiniach, Warszawa, ISBN 83-214-0865-6 (wraz z Tadeuszem Rojkiem)
- 1992 – Najpiękniejsze jaskinie, Warszawa, ISBN 83-85496-01-7
- 2001 – Tatry, Warszawa, ISBN 83-85743-49-9